# Lijst van Brusselse ministers van Ruimtelijke Ordening
Dit is een lijst van ministers van Ruimtelijke Ordening in de Brusselse Hoofdstedelijke Regering.

## Lijst
| Nr. | Minister | Minister                         | Partij | Partij | Begin            | Einde            | Regering(en)        | Bevoegdheid                                     |
| --- | -------- | -------------------------------- | ------ | ------ | ---------------- | ---------------- | ------------------- | ----------------------------------------------- |
| 1   |          | Charles Picqué (1948)            |        | PS     | 12 juli 1989     | 23 juni 1995     | Picqué I            | Ruimtelijke Ordening                            |
| 2   |          | Hervé Hasquin (1942)             |        | PRL    | 23 juni 1995     | 14 juli 1999     | Picqué II           | Ruimtelijke Ordening                            |
| 3   |          | Jacques Simonet (1963-2007)      |        | PRL    | 14 juli 1999     | 18 oktober 2000  | Simonet I           | Ruimtelijke Ordening                            |
| S   |          | Eric André (1955-2005)           |        | PRL    | 14 juli 1999     | 18 oktober 2000  | Simonet I           | Ruimtelijke Ordening                            |
| 4   |          | François-Xavier de Donnea (1941) |        | PRL    | 18 oktober 2000  | 6 juni 2003      | de Donnea           | Ruimtelijke Ordening                            |
| S   |          | Willem Draps (1952)              |        | PRL/MR | 18 oktober 2000  | 18 februari 2004 | de Donnea, Ducarme  | Ruimtelijke Ordening                            |
| 5   |          | Daniel Ducarme (1954-2010)       |        | MR     | 6 juni 2003      | 18 februari 2004 | Ducarme             | Ruimtelijke Ordening                            |
| (3) |          | Jacques Simonet (1963-2007)      |        | MR     | 18 februari 2004 | 19 juli 2004     | Simonet II          | Ruimtelijke Ordening                            |
| S   |          | Willem Draps (1952)              |        | MR     | 18 februari 2004 | 19 juli 2004     | Simonet II          | Landbeheer                                      |
| (1) |          | Charles Picqué (1948)            |        | PS     | 19 juli 2004     | 7 mei 2013       | Picqué III, IV      | Ruimtelijke Ordening                            |
| 6   |          | Rudi Vervoort (1958)             |        | PS     | 7 mei 2013       | heden            | Vervoort I, II, III | Ruimtelijke Ordening/ Territoriale Ontwikkeling |